# Rodrigo y Gabriela
Rodrigo y Gabriela es un dúo de guitarras originario de México, que ganó fama en Irlanda y posteriormente en el resto de Europa. Los miembros de la banda son Rodrigo Sánchez (guitarra líder) y Gabriela Quintero (guitarra rítmica y percusión). Según palabras del mismo Rodrigo, se han dedicado a crear rock acústico aunque sus composiciones están influenciadas por la música latina, el flamenco y la música del medio oriente, a la vez que utilizan recursos rítmicos, armónicos y melódicos propios del rock y del heavy metal.

## Historia
Los dos integrantes se conocieron en la Ciudad de México tocando en la banda de thrash metal Tierra Ácida. Sintiéndose frustrados por lo limitado del panorama musical local decidieron trasladarse a Europa en donde tuvieron un éxito considerable. Al pasar de los años se han hecho famosos en Estados Unidos principalmente por sus apariciones concurridas en shows de televisión así como importantes festivales de rock.
El dúo se estableció en Dublín, Irlanda después de haber escuchado que la ciudad era particularmente acogedora con los músicos foráneos. Comenzaron tocando en algunos pubs y en la calle mejorando y perfeccionando su música. El salto a los escenarios llegó cuando Damien Rice los apoyó para tocar en el festival de música Oxegen. A partir de ese momento iniciaron giras en festivales de música en el Reino Unido y en Europa.
Han lanzado ocho álbumes: Foc, re-Foc, Live in Manchester and Dublin, Rodrigo y Gabriela, Live in Japan, 11:11, Live in France y Area 52. De entre ellos el álbum homónimo Rodrigo y Gabriela llegó al número 1 en el conteo de álbumes en Irlanda venciendo incluso a Arctic Monkeys y Johnny Cash. El álbum incluye versiones de «Stairway to Heaven» de Led Zeppelin y «Orion» de Metallica, pues de hecho el mismo dúo ha mencionado a bandas de heavy metal como Metallica, Megadeth, Slayer, Testament y Overkill como sus principales influencias.
El 20 de octubre de 2008 fue lanzado en el Reino Unido el álbum Live in Japan conteniendo 14 canciones y un DVD de bonus con 5 videos.
El dúo ha tenido igualmente mucho éxito en los Estados Unidos gracias a su aparición en MTV. Esto a su vez les permitió participar en Nightmare Revisited, un álbum tributo a la música de la película The Nightmare Before Christmas de Tim Burton. En este proyecto Rodrigo y Gabriela interpretaron una versión instrumental de Oogie Boogie’s Song. En ese mismo año, su canción «Tamacun» formó parte de la banda sonora de la popular serie de TV Breaking Bad, en el capítulo 1 de la primera temporada, cuando el protagonista, Walter White, se encuentra por primera vez con el deuteragonista, Jesse Pinkman, mientras escapa de la policía por una ventana.
En septiembre del 2009 lanzaron un nuevo álbum llamado 11:11 en el que participaron como invitados Alex Skolnick de Testament y Strunz & Farah. Para estas fechas el dúo ya era bastante popular en Estados Unidos y su música fue utilizada en “Monday Night Football” el 12 de octubre de 2009 como parte de la celebración del Mes de la Herencia Nacional Hispana en Estados Unidos.
El día 28 del mismo mes el dúo hizo su aparición como grupo musical invitado en el programa televiso The Late Late Show with Craig Ferguson de CBS-TV interpretando «Diablo Rojo». Un mes después, el 31 de diciembre, el dúo apareció también en Annual Hootenanny de Jools Holland. También han aparecido como músicos invitados en The Tonight Show with Jay Leno de la NBC el 23 de marzo de 2010 y en Lopez Tonight de TBS el 25 de marzo.
En mayo del mismo año Rodrigo y Gabriela fueron invitados a tocar en la cena que el presidente de Estados Unidos Barack Obama ofreció a su colega mexicano Felipe Calderón en la Casa Blanca.
En 2011 colaboran con el compositor Hans Zimmer en la banda sonora de Piratas del Caribe: Navegando en Mareas Misteriosas, así como también participan en la grabación de parte de la banda sonora de la película "El Gato con Botas", de Dreamworks, con la canción «Diablo Rojo».
El 23 de enero de 2012 sale a en venta al mundo (en EE. UU. fue el 24) su quinto álbum de estudio titulado Area 52, la cual es la primera colaboración de gran envergadura con otra agrupación de músicos: una orquesta de 13 miembros conformada por algunos de los mejores músicos jóvenes de La Habana, conocidos como C.U.B.A.
En Area 52 reinventan nueve de sus antiguas composiciones reinterpretándolas de manera novedosa y dramática mostrando al dúo como antes nunca se había escuchado.
Los arreglos del disco fueron hechos por Rodrigo y Gabriela junto con el pianista suizo Alex Wilson, quien realizó los arreglos para la orquesta. Éste ha colaborado con Courtney Pine, Ernest Ranglin y Mali Latino. La grabación se llevó a cabo durante el verano de 2011 en los estudios Abdalá en La Habana y después en los Estudios Lumbini en Ixtapa, México. El disco incluye a los siguientes invitados: Anoushka Shankar en el sitar, el baterista de rock John Tempesta (The Cult, White Zombie, Testament) en dos tracks, el bajista de jazz Carlos Benavent (Miles Davis, Paco de Lucía, Chick Corea) en dos tracks, el grupo palestino Le Trio Joubran y Samuel Formell Alfonso de Los Van Van.

## Influencias
Se han declarado grandes fanáticos de Metallica. Incluso han llegado a tocar con el bajista de esta agrupación, Rob Trujillo, en vivo interpretando el tema «Orion». Es común escuchar en sus temas riffs y líneas melódicas propias de Metallica. Una parte del solo de guitarra de la canción «One» es interpretada por Rodrigo en el tema «Hora Zero». Sus dos primeros discos Foc y re-Foc son una clara alegoría a la forma en que Metallica llamó durante la década de los noventa a dos de sus discos, titulados Load y re-Load, respectivamente. Con el paso del tiempo han logrado hacer mermar estas influencias para darle paso a otros estilos musicales ampliando así su riqueza musical. Por ejemplo, su disco de 2009 11:11 incluyó 11 temas, cada uno inspirado en un artista que ha servido de musa para Rodrigo y Gabriela; se incluyó desde Astor Piazzolla hasta Pink Floyd.

## Discografía

### Álbumes de estudio
- Foc (2001)
- re-Foc (2002)
- Rodrigo y Gabriela (2006)
- 11:11 (2009)
- Area 52 feat. C.U.B.A (2012)
- 9 Dead Alive (2014)
- Mettavolution Archivado el 31 de diciembre de 2020 en Wayback Machine. (2019)
- The Jazz EP (EP) (2021)
- The Struggle Within (Single) (2021)
- Weird Fishes (Single) (2022)
- In Between Thoughts...A New World (2023)

### Álbumes en vivo
- Live: Manchester and Dublin (2004)
- Live in Japan (2008)
- Live in France (2011)
- Mettavolution (Live) (2020)[6]

## Premios y nominaciones
| Premios Grammy | Premios Grammy                         | Premios Grammy   | Premios Grammy | Premios Grammy |
| Año            | Categoría                              | Trabajo Nominado | Resultado      | Ref.           |
| -------------- | -------------------------------------- | ---------------- | -------------- | -------------- |
| 2020           | Mejor álbum instrumental contemporáneo | Mettavolution    | Ganadores      | [ 7 ]          |